# Schleuse Schorfheide
Die Schleuse Schorfheide befindet sich bei Kilometer 32,65 der Oberen Havel-Wasserstraße im äußersten Südwesten des Landkreises Uckermark im Norden Brandenburgs. Sie wurde 1965 errichtet und 2002/2003 modernisiert.

## Bauwerk
Die Schleusenkammer der Schleuse Schorfheide hat eine nutzbare Länge von 50,00 Meter und eine Breite von 5,58 Meter. Die Fallhöhe beträgt im Mittel 0,39 Meter. Die Schleuse arbeitet nach einer Modernisierung im Automatikbetrieb beziehungsweise muss selbst bedient werden.

## Karten
- Folke Stender: Redaktion Sportschifffahrtskarten Binnen 1. Nautische Veröffentlichung Verlagsgesellschaft, ISBN 3-926376-10-4.
- W. Ciesla, H. Czesienski, W. Schlomm, K. Senzel, D. Weidner: Schiffahrtskarten der Binnenwasserstraßen der Deutschen Demokratischen Republik 1:10.000. Band 4. Herausgeber: Wasserstraßenaufsichtsamt der DDR, Berlin 1988, OCLC 830889996.